# Raphaël Pichon
Pour les articles homonymes, voir Pichon.
Raphaël Pichon, né le 17 octobre 1984 à Savigny-en-Terre-Plaine, est un chef d'orchestre français. Il est directeur musical de Pygmalion - chœur et orchestre et directeur artistique du festival Pulsations,.

## Biographie
Raphaël Pichon est membre, durant son enfance, de la Maîtrise de Notre Dame de Versailles sous la direction de Jean-Francois Frémont. Il grandit au Chesnay et étudie ensuite le violon et le piano au conservatoire à rayonnement régional de Versailles avant d'intégrer le Conservatoire national supérieur de musique de Paris, où il étudie le chant. Tout d'abord contre-ténor, il chante notamment sous la direction de Ton Koopman, Jordi Savall, Gustav Leonhardt, ou encore au sein des Cris de Paris de Geoffroy Jourdain, avec lequel il aborde la création contemporaine.
En 2006, durant ses études au Conservatoire national supérieur de musique de Paris, Raphaël Pichon crée l'Ensemble Pygmalion, dédié au répertoire sur instruments d’époque. Très vite, leurs enregistrements reçoivent un accueil très favorable de la part de la critique : le CD Missæ Breves [Messes brèves] BWV 234 et 235 de Jean-Sébastien Bach, en 2008, se voit décerner un Diapason d'or de l’année, et un Editor's Choice de la revue anglaise Gramophone. En septembre 2012, leur troisième disque, Missa, un enregistrement de la première version de la Messe en si mineur de Jean-Sébastien Bach est récompensé par le magazine Télérama par un ffff. En 2015 est notamment parue une version remarquée de Castor et Pollux de Jean-Philippe Rameau.
Pygmalion - chœur & orchestre se produit régulièrement sur les plus grandes scènes françaises (Philharmonie de Paris, Opéra royal de Versailles, Aix-en-Provence, Beaune, Toulouse, Saint-Denis, La Chaise-Dieu, Royaumont, Nancy, Metz, Montpellier...) et internationales (Cologne, Francfort, Essen, Vienne, Amsterdam, Pékin, Hong-Kong, Shenzhen, Barcelone, Bruxelles, etc.). Il est en résidence à l’Opéra national de Bordeaux.
Sur la scène lyrique, Raphaël Pichon dirige différentes productions à l’Opéra Comique (Miranda, Orphée et Eurydice, Ercole Amante, Hippolyte et Aricie, Fidelio, Lakmé), au Festival lyrique d’Aix-en-Provence, au Théâtre du Bolshoi à Moscou, à l’Opéra d’Amsterdam, à l’Opéra National de Bordeaux. Il collabore ainsi avec des metteurs en scène tels que Katie Mitchell,, Romeo Castellucci, Simon McBurney, Michel Fau, Pierre Audi, Jeanne Candel, Jochen Sandig, Cyril Teste, Aurélien Bory, Satoshi Miyagi, Laurent Pelly ou encore Jetske Mijnssen.
Comme chef invité, il fait ses débuts au festival de Salzburg en 2018 aux côtés du Mozarteum Orchester, à la Philharmonie de Berlin aux côtés du Deutsches Symphonies-Orchester et il est invité à diriger l’Orchestre de Chambre de Lausanne, la Scintilla de l’Opéra de Zürich, MusicAeterna de Teodor Currentzis, les Violons du Roy de Québec ou encore le Freiburger Barockorchester et le SWR Symphonieorchester au côté d’Isabelle Faust. En 2021, il fait ses débuts à Boston avec le Handel & Haydn Society Orchestra qu’il retrouve en 2022 pour les Noces de Figaro de Mozart. En 2023, il dirige le Vienna Philharmonic au festival de Salzburg dans la même œuvre. Selon le New York Times, « Il est devenu, en peu de temps, l'un des jeunes chefs d'orchestre les plus intéressants ».
Avec son épouse la soprano Sabine Devieilhe, il est père de deux enfants.

## Discographie
- 2013 : Dardanus, Jean-Philippe Rameau, Bernard Richter, Gaëlle Arquez, João Fernandes, Benoît Arnould, Alain Buet, Sabine Devieilhe, Emmanuelle de Negri, Romain Champion, Pygmalion, dir. Raphaël Pichon, Alpha Classics.
- 2013 : Missae Breves, Jean-Sébastien Bach, avec Eugénie Warnier, Magid El-Bushra, Terry Wey, Emiliano Gonzalez Toro, Sydney Fierro, Christian Immler, Pygmalion, dir. Raphaël Pichon, Alpha Classics (complete recordings - regroupant 2 CD parus en 2008 et 2010).
- 2014 : Köthener Trauermusik BWV 244a, Jean-Sébastien Bach, avec Sabine Devieilhe, Damien Guillon, Thomas Hobbs, Christian Immler, Pygmalion, dir. Raphaël Pichon, harmonia mundi (HMC902211.13). Distinctions : Victoires de la musique classique 2015 catégorie enregistrement[28], 4ƒ de Télérama, Choc de Classica.
- 2015 : Castor et Pollux, Jean-Philippe Rameau, avec Colin Ainsworth, Florian Sempey, Emmanuelle De Negri, Sabine Devieilhe, Christian Immler, Virgile Ancely, Clémentine Margaine, Pygmalion, dir. Raphaël Pichon, harmonia mundi. Distinctions : Grand Prix Charles Cros, 4ƒ de Télérama.
- 2015 : Mozart and the Weber Sisters, Sabine Devieilhe, Pygmalion, dir. Raphaël Pichon, Warner Classics Erato.
- 2016 : Les Filles du Rhin, avec Bernarda Fink, Pygmalion, dir. Raphaël Pichon, harmonia mundi (OCLC 1043669831). Distinctions : 4ƒ de Télérama.
- 2017 : Orfeo, Luigi Rossi, Pygmalion, dir. Raphaël Pichon, harmonia mundi.
- 2017 : Stravaganza d'Amore ! La naissance de l'opéra à la cour des Médicis 1589-1608, avec Sophie Junker, Maïlys de Villoutreys, Renato Dolcini, Lucile Richardot, Luciana Mancini, Virgile Ancely, Deborah Cachet, Zachary Wilder, Safir Behloul, Davy Cornillot, Nicolas Brooymans, Renaud Bres, Pygmalion, dir. Raphaël Pichon, harmonia mundi. Distinctions : Diapason d’or, 4ƒ de Télérama.
- 2018 : Enfers, Scènes d’opéras de Rameau et Gluck, avec Stéphane Degout, Pygmalion, dir. Raphaël Pichon, harmonia mundi. Distinctions : Grand Prix Charles Cros, Choc de Classica, 4ƒ de Télérama, Top Mezzo.
- 2018 : Les Funérailles Royales de Louis XIV, Pygmalion, dir. Raphaël Pichon, harmonia mundi (OCLC 1052620567), DVD.
- 2019 : Libertà ! - Mozart et l'opéra, avec Sabine Devieilhe, Siobhán Stagg, Serena Malfi, Linard Vrielink, John Chest, Nahuel di Pierro, Pygmalion, dir. Raphaël Pichon, harmonia mundi (OCLC 1128816534). Distinctions : Choc de Classica, Top Mezzo.
- 2020 : Motets, Jean-Sébastien Bach, Pygmalion, dir. Raphaël Pichon, harmonia mundi.
- 2021 : Bach & Handel, Sabine Devieilhe, Pygmalion, dir. Raphaël Pichon, Warner Classics Erato.
- 2022 : Matthäus-Passion, Jean-Sébastien Bach, avec Julian Prégardien, Stéphane Degout, Sabine Devieilhe, Hana Blažiková, Lucile Richardot, Tim Mead, Reinoud Van Mechelen, Emiliano Gonzalez Toro, Christian Immler, Maîtrise de Radio France, Pygmalion, dir. Raphaël Pichon, harmonia mundi. Distinctions : 4ƒ de Télérama, Gramophone Classical musical Awards 2022 catégorie chœur[29], Edison Klassiek 2022[30], Victoires de la musique classique 2023 catégorie enregistrement[31].
- 2022 : Mein Traum, Schubert - Schumann - Weber, avec Stéphane Degout, Pygmalion, dir. Raphaël Pichon, harmonia mundi. Distinctions : 4ƒ de Télérama, Top Mezzo.
- 2023 : Monteverdi: Vespro della Beata Vergine, Pygmalion, Céline Scheen, Perrine Devillers, Lucile Richardot, Emiliano Gonzalez Toro, Zachary Wilder, Antonin Rondepierre, harmonia mundi. Distinctions : 4ƒ de Télérama, La Clef ResMusica.
- 2024 : Mozart: Requiem, Pygmalion, Ying Fang, Beth Taylor, Laurence Kilsby, Alex Rosen, Chadi Lazreq, harmonia mundi. Distinctions : Choc de Classica, 4ƒ de Télérama, le choix de France Musique, Top Mezzo, trophée Radio Classique[32].
- 2025 : Bach: Messe en si mineur BWV 232, Pygmalion, harmonia mundi.

## Décoration
- Chevalier de l'ordre des Arts et des Lettres (2015)